# 스피어즈 OST
《스피어즈 OST》는 2003년 7월 30일부터 2004년 2월 25일까지 대한민국의 문화방송에서 방영된 텔레비전 애니메이션 《스피어즈》의 오리지널 사운드트랙(OST) 음반이다. 2003년 11월 21일에 출시되었으며 타이틀곡은 가수 박준희가 부른 〈You and Me〉이다.

## 수록곡
| #            | 제목                                           | 작사         | 작곡         | 편곡           | 가수  | 재생 시간 |
| ------------ | ---------------------------------------------- | ------------ | ------------ | -------------- | ----- | --------- |
| 1.           | 〈You and Me〉                                 | 김성근       | 김준석       | 박준희         | 03:29 |           |
| 2.           | 〈변신! 스피어윙〉                             |              | 최용락       |                | 02:54 |           |
| 3.           | 〈승리를 향해! 뉴-스피어즈〉                   |              | 김준석       |                | 02:52 |           |
| 4.           | 〈Stay〉                                       | 홍민정       | 김준석       | 강성, 홍민정   | 04:23 |           |
| 5.           | 〈스피어 썬더〉                                |              | 김준석       |                | 02:57 |           |
| 6.           | 〈나연이의 꿈〉                                |              | 정세린       |                | 01:10 |           |
| 7.           | 〈나는야.. 티오스니아 우코니오 비사에르공주!〉 |              | 최용락       |                | 02:47 |           |
| 8.           | 〈개구장이 스피어즈〉                          |              | 김준석       |                | 01:47 |           |
| 9.           | 〈초고대 유물〉                                |              | 정세린       |                | 03:48 |           |
| 10.          | 〈스피어 유니온〉                              |              | 김준석       |                | 01:12 |           |
| 11.          | 〈아스텐의 음모〉                              |              | 박기헌       |                | 01:41 |           |
| 12.          | 〈진과 틸라〉                                  |              | 박기헌       |                | 02:47 |           |
| 13.          | 〈꿈을 찾아서〉                                | 이지연       | 김영호       | 김영호         | 03:40 |           |
| 14.          | 〈여행〉                                       | 박기헌       | 박기헌       | 홍민정, 김지만 | 03:04 |           |
| 15.          | 〈내 이름은 한나연이야〉                       |              | 정세린       |                | 03:20 |           |
| 16.          | 〈우리는 하나〉                                | 박기헌       | 박기헌       | 정성희, 김영호 | 03:04 |           |
| 17.          | 〈나는 누구죠?〉                               | 남윤정       | 남윤정       | 정성희         | 03:01 |           |
| 18.          | 〈꿈꾸는 작은 날개 나롱이〉                    | 김금수, 김용 | 김용         | 김효수         | 02:38 |           |
| 19.          | 〈순수한 마음〉                                |              | 정세린       |                | 02:51 |           |
| 총 재생 시간 | 총 재생 시간                                   | 총 재생 시간 | 총 재생 시간 | 총 재생 시간   | 53:25 |           |

## 참여
- 노래: 박준희, 강성, 김효수, 홍민정, 김영호, 정성희, 김지만
- 기타: 함춘호, 이성렬, 최용락, 김준석
- 베이스: 이지연
- 키보드 및 피아노: 박용준, 한주현
- 코러스: 김효수, 홍민정, 정세린, 김영호

### 스탭
- 믹싱 엔지니어: 박찬민
- 녹음 엔지니어: 전수민
- 보조 엔지니어: 박경민, 김주호
- 녹음실: M&F (Music Flow Studio)
- 마스터링 엔지니어: 곽석원(Seoul Studio)
- 감독: 조성우(M&F), 김신화(스튜디오 카브)
- 음반 프로듀서: 김준석
- 공동 프로듀서: 박기헌
- 뮤직 에디터: 원호경, 한주헌
- 프로모션 담당: 임채익
- 저작권 담당: 김상숙
- 관리 담당: 진미화

## 같이 보기
- 스피어즈